# Archipiélago de la Magdalena
El archipiélago de la Magdalena (del italiano: Arcipelago della Maddalena) es un grupo de islas costeras de Italia localizadas frente a la costa nororiental de la isla de Cerdeña, en aguas del mar Tirreno, al sur del estrecho de Bonifacio, el estrecho entre la propia Cerdeña y la francesa isla de Córcega. El archipiélago se compone de siete islas principales y muchos islotes pequeños. 

## Geografía
La isla más grande es La Maddalena. Las otras seis islas, por orden de tamaño, son las siguientes: Caprera, Spargi, Santo Stefano, Santa María, Budelli y Razzoli. Sólo tres islas están habitadas: La Maddalena (11.900 hab.), Caprera (170 hab.) y Santo Stefano. 

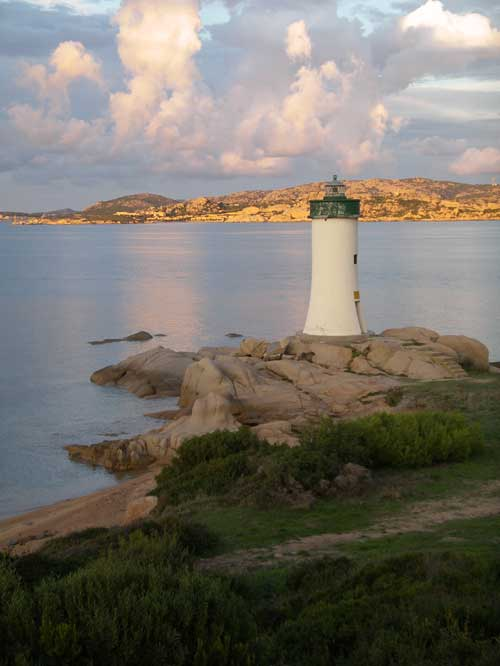
Vista hacia Santo Stefano desde Palaos.

Ubicada adyacente al famoso destino turístico de Costa Esmeralda, Magdalena comparte las mismas cristalinas aguas y el viento que sopla las costas de granito, pero también se mantiene como un refugio de vida silvestre. Se ha creado en 1994 un parque nacional, el parque nacional Archipiélago de Magdalena («Parco Nazionale Arcipelago di La Maddalena»). Se trata de un muy popular destino turístico, especialmente entre los navegantes.

## Historia
Las islas han estado habitadas desde la prehistoria. Fueron conocidas por los romanos como cunicularia y fueron una zona de expedición ocupada durante el segundo y primer siglos antes de nuestra era. Las islas han sido siempre de valor estratégico y fueron objeto de disputa entre las repúblicas marítimas de Pisa y Génova en el siglo XIII y, posteriormente, fueron abandonadas por un largo período antes de ser colonizados de nuevo por pastores corsos y los primeros asentamientos sardos en el siglo XVI.
Napoleón Bonaparte, el Almirante Nelson y, en particular, Giuseppe Garibaldi que paso el exilio en Caprera, tienen vínculos históricos con la zona. 

## Hoy día
Actualmente San Stefano alberga una base naval de la OTAN, en la que amarran submarinos nucleares de los EE. UU. Esta fue la causa de cierta controversia en 2003 cuando la USS Hartford encalló, mientras estaba de maniobras en la zona. 
Administrativamente las islas se encuentran dentro de la provincia de Sassari. La principal entrada y salida del archipiélago es a través de frecuentes ferries desde Palau en Cerdeña que conectan con La Magdalena. Hay carreteras sólo en Magdalena y Caprera.